# 盧彥澤
盧彥澤（1988年11月5日—），台灣男演員。

## 電視劇
| 年份   | 頻道                | 劇名                        | 飾演           |
| 2014年 | WATCHMAO視頻劇      | 《通靈拍檔-咪咪撞到鬼》     | 阿迪           |
| 2015年 | 三立台灣台          | 《甘味人生》                | 趙合運         |
| 2015年 | 東森戲劇台          | 《必娶女人》                | 男友           |
| 2016年 | 東森超視            | 《惡作劇之吻》              | 盧彥哲         |
| 2017年 | 緯來電影台          | 《胸性大發》                | 童勁久         |
| 2017年 | 華視                | 《春風愛河邊》              | 阿光           |
| 2017年 | 網路劇              | 《深藍與月光》              | 教練           |
| 2017年 | 中視                | 《稍息立正我愛你》          | 大頭           |
| 2018年 | 三立台灣台          | 《金家好媳婦》              | 金彥平         |
| 2018年 | CHOCO TV 平台       | 《HIStory2《越界》〉        | 邱子軒         |
| 2020年 | 公視                | 《陽光電台不打烊》          | 大師兄         |
| 2021年 | TVBS歡樂台          | 《女力報到－愛情公寓》      | 李仲賢         |
| 2021年 | TVBS歡樂台          | 《女力報到－男人止步》      | 李仲賢         |
| 2021年 | TVBS歡樂台          | 《女力報到－男人止步2》     | 李仲賢         |
| 2021年 | TVBS歡樂台          | 《女力報到－愛的故事》      | 李仲賢         |
| 2021年 | 台視                | 《一個屋簷下》              | 喬凡           |
| 2021年 | 華視、八大綜合台    | 《無神之地不下雨》          | 齊添           |
| 2021年 | TVBS歡樂台          | 《機智校園生活》            | 伍佳祐         |
| 2022年 | TVBS歡樂台          | 《機智校園生活-青春萬歲》   | 伍佳祐         |
| 2022年 | TVBS歡樂台          | 《機智校園生活-必勝高三生》 | 伍佳祐         |
| 2022年 | TVBS歡樂台          | 《機智校園生活-青春向前衝》 | 伍佳祐         |
| 2023年 | 三立台灣台          | 《天道》                    | 羅智瀚 (Jimmy) |
| 2024年 | Netflix、GagaOOLala | 《某某》                    | 何進           |
| 2025年 | 台視                | 《寶島西米樂》              | 田中和         |

## 電影
| 年份 | 類型     | 劇名                         | 角色   | 備註 |
| 2015 | 上映電影 | 壹獄壹世界：高登闊少踎監日記 | 都敏俊 |      |
| 2017 | 網路電影 | 校花神經喵之願池傳說         | 方玉堂 |      |
| 2017 | 網路電影 | 校花神經刀                   |        |      |
| 2018 | 網路電影 | 惡魔校花放過我               |        |      |
| 2018 | 網路電影 | 抓癢神探                     | 方玉堂 |      |
| 2021 | 上映電影 | 金錢男孩MONEYBOYS            | 項東   |      |

### 微電影
| 年份 | 播出頻道 | 劇名                 | 角色   |
| 2015 | 微電影   | 失控的美學2《控制》  |        |
| 2015 | 微電影   | 囚聲                 | 李修銘 |
| 2020 |          | 劍魂如初《傳承之書》 | 殷承影 |

## 音樂錄影帶(MV)
| 歌手            | 歌名 | 發佈日期      |
| 魏嘉瑩Arrow Wei | 花香 | 2018年6月29日 |

## 主持作品

### 電視節目
| 播出日期              | 頻道     | 節目名稱   | 備註                    |
| 2019年7月17日～2020年 | 蝦皮購物 | 蝦皮娛樂線 | 與張立東 吳瑪麗共同主持 |

## 編劇作品
| 年份 | 頻道       | 作品名稱 |
| 2019 | 緯來電影台 | 魚躍龍門 |

## 出版作品

### 著作
- 盧彥澤的幸福餐桌：再怎麼難，只要能跟家人好好吃飯，就是幸福

## 廣告代言
| 年份 | 作品                                            |
| 2014 | 中華電信 MOD                                    |
| 2014 | INTEL x 蔡依林！什麼都能PLAY《兩全其美篇》      |
| 2015 | 1028防曬水                                      |
| 2017 | 冠群汽車微電影                                  |
| 2017 | 「原萃」x 阿部寬全新廣告                        |
| 2017 | 肯德雞 99群星餐                                 |
| 2017 | Samsung Galaxy C9 Pro《大快玩心篇》             |
| 2017 | YAMAHA BW'S 不是一個人                          |
| 2017 | 國泰人壽微電影 你的Monday是什麼顏色？《彩色篇》 |
| 2017 | PowerMate可可麥芽牛奶《神隊友篇》               |
| 2017 | 達能脈動維生素飲料《求愛篇(中國地區)》          |
| 2018 | 露得清 深層淨化洗面乳《即刻救援篇》             |
| 2019 | 台灣啤酒 我的大人Way《超商篇》                  |
| 2019 | Chocola BB SAHNE紗奈潤澤乳霜                    |
| 2020 | 遠銀財富管理 安養信託《媽媽的信封篇》           |

## 活動
| 年份日期       | 主題                                 | 地點                                                  | 備註                                                                                     |
| 2018年4月14日  | HIStory2粉絲見面會台北站             | 台北Neo Studio                                        |                                                                                          |
| 2018年8月17日  | HIStory主題限定店開幕                | 高雄駁二藝術特區大義C9倉庫群                          | 與張行、謝毅宏、施柏宇、許少瑜共同出席                                                   |
| 2018年10月6日  | 第53屆金鐘獎頒獎禮                   | 國父紀念館                                            | 與蔡君茹、楊孟霖、施柏宇、范少勳頒發攝影獎、剪輯獎、音效獎、燈光獎及美術設計獎           |
| 2019年4月20日  | ELLE 風格路跑                        | 大佳河濱公園 9 號水門廣場                             | 與林冠宇、徐愷、Chuck、陳仲熙、林駿堯為陪跑員                                            |
| 2019年5月26日  | HIStory Party                        | 台北三創生活園區 5F CLAPPER STUDIO                    |                                                                                          |
| 2019年6月16日  | Chocola BB 夏日祭典 粉絲見面會       | 華山紅磚六合院 西1館                                  |                                                                                          |
| 2019年10月19日 | 「玩出屬於我的東北」分享會           | 台北市大安區市民大道四段198號 (CITIZEN SPACE市民會館) |                                                                                          |
| 2019年11月17日 | 「為愛，益起守護」SAHNE紗奈 慈善義賣 | 學學 (台北市內湖區堤頂大道二段207號)                  | 與李佳穎、范少勳、施柏宇、楊孟霖、謝毅宏、徐鈞浩、宋緯恩、黃雋智、卞慶華、陳廷軒共同出席 |
| 2019年12月31日 | PUMA 24/7 放肆野鍊 跨年夜鍊場        | 松菸台北文創會所14F                                   | 與王毓翔一同擔任客座教練                                                                 |

## 外部連結
- 盧彥澤的Facebook專頁
- 盧彥澤的Instagram帳戶
- 盧彥澤zach的微博
- 盧彥澤的Twitter帳戶